# Khanato di Avar
Il khanato di Avar è stato un longevo stato musulmano che governò il Daghestan occidentale dai primi anni del XIII secolo al XIX secolo.

## Storia
Dopo la caduta del regno cristiano di Sarir nei primi anni del XII secolo, la zona caucasica di Avar aveva subito un processo di islamizzazione e nel 1222, quando la regione fu invasa dai Mongoli di Subutai il khanato si alleò con Maometto II di Khwarezm nella sua lotta contro i Mongoli.

Nel XVIII secolo i sovrani di Avar riuscirono ad espandere il loro territorio a scapito di entità tribali minori in Daghestan e Cecenia. Il regno di Umma-Khan nel 1775-1801 ha segnato l'apice della potenza del khanato di Avar nel Caucaso. Tra i sovrani che gli resero omaggio ci furono i signori di Shaki, Quba, Shirvan e anche Erekle II della Georgia.
Due anni dopo la morte di Umma-Khan, il khanato si sottopose volontariamente all'impero russo. Tuttavia, l'amministrazione russa  istituì un pesante sistema di tassazione, unito ad una politica d'espropriazione delle terre e di costruzione di fortezze. La regione allora si ribellò fondando l'Imamato del Caucaso e ponendosi sotto la guida di Ghazi Mohammed (1828-32), Gamzat-bek (1832-34) e Shamil (1834-59). Le forze zariste ebbero il sopravvento dei ribelli caucasici solo nel 1864, quando il khanato di Avar fu abolito e venne istituito il Distretto Avar.